# Sihl
Die Sihl ist ein Schweizer Fluss und grösster Nebenfluss der Limmat. Sie entwässert Teile der Schwyzer Voralpen und fliesst dann in einem schmalen Korridor südlich des Zürichsees und nördlich resp. östlich des Einzugsgebiets von Reuss und Reppisch nach Nordwesten der Stadt Zürich zu, wo sie in die Limmat mündet. Die Sihl ist 69 Kilometer lang und entwässert ein Gebiet von 341 Quadratkilometern.

## Name
Der Name des Flusses findet sich erstmals 1018 als Sylaha ‘Sihl-Fluss’ bezeugt. Die Herkunft ist unsicher. Möglicherweise liegt dem Namen die indogermanische Wurzel *sh₂i-ló ‘tobend, wütend’ zugrunde.

## Geographie

### Verlauf

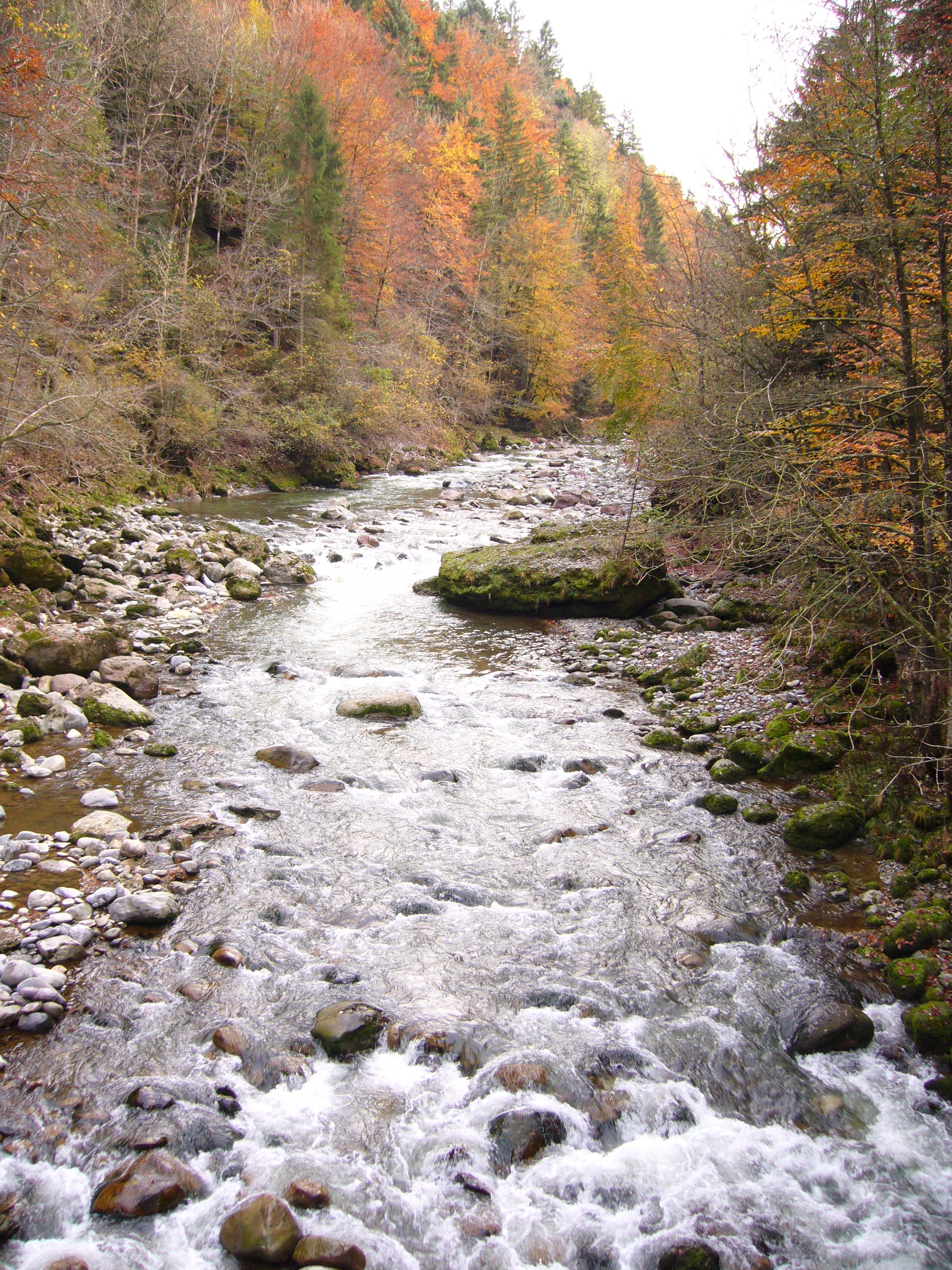
Sihlsprung

Die Sihl entspringt am Nordosthang des Drusbergs zwischen Höch Hund und Mieserenstock im Kanton Schwyz südlich von Studen und östlich des Hoch-Ybrigs.
Bei Einsiedeln wird sie gemeinsam mit dem etwas grösseren Minster zum Sihlsee gestaut, dem mit einer Oberfläche von 11 km² grössten Stausee der Schweiz. Unterhalb der Staumauer führt die Sihl gemäss Konzession 0,3 m³/s bis 0,4 m³/s respektive bei der Zürcher Kantonsgrenze 2,5 m³/s bis 3,0 m³/s Wasser. Durchschnittlich 88 % des natürlichen Zuflusses könnten somit für die Energiegewinnung verwendet werden. Dieses Wasser wird durch den Etzel per Druckleitung nach Altendorf SZ ins Kraftwerk und von dort in den Zürichsee geleitet. Wo heute der Sihlsee liegt, gab es bereits vor 15'000 Jahren einen Natursee von sogar grösserer Fläche.
Wenig unterhalb der Staumauer wird die Sihl bei Egg SZ von der Teufelsbrücke überquert, über die der Jakobsweg Pfäffikon SZ und den Etzelpass mit Einsiedeln verbindet. Unmittelbar neben ihr wurde 1493 Paracelsus geboren.
Ein bedeutender Nebenfluss ist die Alp, die bei Biberbrugg mündet. Etwas unterhalb von Schindellegi verlässt die Sihl den Kanton Schwyz, fliesst ein Stück weit durch den Kanton Zürich und begrenzt ihn dann von Hütten bis Sihlbrugg gegen den Kanton Zug. In diesem Abschnitt liegen bei Schönenberg Stromschnellen, der so genannte Sihlsprung.
Ab Sihlbrugg fliesst die Sihl durch das Zürcher Sihltal, das links von der Bergkette des Albis und rechts vom flacheren Hügelzug des Zimmerbergs begleitet wird. Zwischen Sihlbrugg und Langnau am Albis liegt der Sihlwald, ein Naturschutzgebiet im Besitz der Stadt Zürich und früher der für die Holzversorgung der Stadt bedeutsame Stadtwald. Die Strecke oberhalb Sihlbrugg war für die Holztrift weniger geeignet, so dass es dabei immer zu hohen Verlusten kam. Danach passiert die Sihl Adliswil und erreicht bei Leimbach die Stadt Zürich. In diesem Abschnitt verliert sie einen grossen Teil ihres Wassers, da sich im 19. Jahrhundert viele Fabriken «auf ewige Zeit» ein Wassernutzungsrecht gesichert haben, zur Energiegewinnung oder als Prozesswasser. Durch zahlreiche Korrekturen des Flussbettes wurde in dieser Zeit die grosse Strömungsgeschwindigkeit reduziert.
In Zürich-Brunau legt sich über den Flusslauf auf Brücken eine Stadtautobahn, die Sihlhochstrasse der A3. Ab dem Sihlhölzli fliesst das Gewässer wieder offen und wird nebst anderen von der Stauffacherbrücke gequert. Auf den letzten hundert Metern vereinigt sie sich mit dem Wasser des Schanzengrabens, einem Grabenrest der südlichen Stadtbefestigung von Zürich. Danach zieht sie unter den 16 oberirdischen Geleisen des Hauptbahnhofs durch und mündet am Platzspitz beim Landesmuseum in die Limmat.

### Frühere Mündungsarme
Die Sihl transportierte früher 18'000 Kubikmeter und mehr Geschiebe pro Jahr aus den Alpen ins Gebiet der Stadt Zürich, wo diese Ablagerungen den Untergrund prägten. Das Delta der Sihl umfasste in frühgeschichtlicher Zeit aber nicht nur das heutige Mündungsgebiet in die Limmat, sondern erstreckte sich mit vielen Mündungsarmen auch südlich des Lindenhof-Hügels, die sich in den Zürichsee ergossen.
Im 1. Jahrtausend vor Christus staute das von der Sihl herangeführte Geröll den Abfluss der Limmat auf. Dadurch stieg der Spiegel des Zürichsees deutlich an. Damals dürften weite Bereiche am heutigen Ufer Schwemmgebiet gewesen sein, darunter auch der Bereich der ganzen oberen Bahnhofstrasse und des Paradeplatzes. Durch Beseitigung des Gerölls bei der Sihlmündung in die Limmat in römischer Zeit sank der Wasserspiegel des Zürichsees stark, weshalb damals Bauten auch auf heute wieder überschwemmtem Gebiet errichtet werden konnten. Auch damals floss ein Arm der Sihl beim Münsterhof in die Limmat.
In spät- oder nachrömischer Zeit wurde kein Geröll mehr entfernt, der Seespiegel stieg rasch wieder für mehrere Jahrhunderte und erneut ergossen sich mehrere Sihlarme in den Zürichsee. Im Verlaufe des Frühmittelalters regulierte man die Sihl wieder. Spätestens seit dem Jahr 853, als das Fraumünster gegründet wurde, muss der Seespiegel auf heutigem Niveau gelegen haben. Alles Sihlwasser wird seither nördlich des Lindenhofhügels in die Limmat geleitet, anstauendes Geröll wurde entfernt.
Noch bis ins 20. Jahrhundert wurde ein Sihlarm – in Quellen aus dem 15. Jahrhundert im Gegensatz zum Hauptarm Wilde Sihl Zahme Sihl genannt, später Sihlkanal – anfangs noch durch die Stadtbefestigung hindurch und über den Schanzengraben in die Innenstadt nördlich des Rennwegs geleitet. Er trieb in der Stadt Wasserräder an und mündete beim gedeckten Brüggli in die Limmat.

### Einzugsgebiet
Das 344,26 km² grosse Einzugsgebiet der Sihl erstreckt sich von den Schwyzer Voralpen bis zum Schweizer Mittelland. Es wird durch sie über die Limmat, die Aare und den Rhein zur Nordsee entwässert.
Es besteht zu 42,0 % aus bestockter Fläche, zu 41,3 % aus Landwirtschaftsfläche, zu 8,0 % aus Siedlungsflächen und zu 8,7 % aus unproduktiven Flächen.
Flächenverteilung
Die mittlere Höhe des Einzugsgebietes beträgt 1042,4 m ü. M., die minimale liegt bei 379 m ü. M. und die maximale bei 2268 m ü. M.

### Zuflüsse
Grössere Zuflüsse sind die Minster, der Grossbach und die Alp.
| Name               | GKZ      | Lage   | Länge in km | EZG in km² | MQ in m³/s | Mündung Koordinaten                             | Mündungshöhe in m | Bemerkungen                                             |
| ------------------ | -------- | ------ | ----------- | ---------- | ---------- | ----------------------------------------------- | ----------------- | ------------------------------------------------------- |
| Namenloser Bach    | SZ241261 | links0 | 001,6000    | 0001,800   |            | bei Gripschli, Studen                           | 1173,600000       |                                                         |
| Namenloser Bach    | SZ241269 | rechts | 000,9000    | 0000,520   |            | bei Fläschen, Studen                            | 1096,300000       |                                                         |
| Namenloser Bach    | SZ241275 | rechts | 001,5000    | 0001,250   |            | bei Aueli, Studen                               | 1015,100000       |                                                         |
| Turnerbach         | CH002909 | rechts | 002,2000    | 0001,980   |            | bei Wäniblätz, Studen                           | 973,700000        |                                                         |
| Tierfäderenbach    | CH002908 | links0 | 001,9000    | 0001,910   |            | bei Ochsenboden, Studen                         | 948,600000        |                                                         |
| Rappenbach         | SZ241283 | links0 | 000,6000    |            |            | bei Ochsenboden, Studen                         | 932,700000        |                                                         |
| Wisstannenbach     | CH002906 | rechts | 003,3000    | 0005,110   | 0000,240   | bei Chalchboden, Studen                         | 919,000000        |                                                         |
| Sennenriedbach     | CH002905 | rechts | 002,0000    | 0002,940   |            | bei Sennenried, Studen                          | 892,100000        | Alternativname: Sännenriedbach                          |
| Minster            | CH000586 | links0 | 013,1000    | 0062,720   | 0002,950   | bei Rüti, Euthal                                | 889,000000        | Zweitgrösster Nebenfluss der Sihl Mündet in den Sihlsee |
| Eubach             | CH000581 | rechts | 005,2000    | 0009,530   | 0000,470   | beim Campingplatz, Euthal                       | 889,000000        | Mündet in den Sihlsee                                   |
| Steinbach          | CH002903 | links0 | 003,2000    | 0003,240   |            | bei Steinbach, Euthal                           | 889,000000        | Alternativname: Wellchessibach Mündet in den Sihlsee    |
| Grossbach          | CH000582 | links0 | 007,2000    | 0010,600   | 0000,520   | bei Gross                                       | 889,000000        | Drittgrösster Nebenfluss der Sihl Mündet in den Sihlsee |
| Namenloser Bach    | SZ241715 | rechts | 001,4000    | 0000,520   |            | bei Stöfeli, Willerzell                         | 889,000000        | Mündet in den Sihlsee                                   |
| Namenloser Bach    | SZ241712 | rechts | 001,1000    | 0000,650   |            | bei Erlen, Willerzell                           | 889,000000        | Mündet in den Sihlsee                                   |
| Dimmerbach         | CH002898 | rechts | 003,3000    | 0001,630   |            | bei Tschuppmoos, Willerzell                     | 889,000000        | Mündet in den Sihlsee                                   |
| Rickentalbach      | CH002894 | rechts | 004,8000    | 0009,570   | 0000,430   | bei Bodenmattli, Willerzell                     | 889,000000        | Mündet in den Sihlsee                                   |
| Namenloser Bach    | SZ24170  | rechts | 001,5000    | 0000,580   |            | bei Grüene Aff, Willerzell                      | 889,000000        | Mündet in den Sihlsee                                   |
| Sulzelbach         | CH004871 | rechts | 002,5000    | 0001,540   |            | bei Eikergütsch, Willerzell                     | 889,000000        | Mündet in den Sihlsee                                   |
| Brandeggbach       | CH008844 | rechts | 003,5000    | 0003,720   | 0000,150   | bei Egg                                         | 847,200000        |                                                         |
| Namenloser Bach    | SZ240156 | rechts | 001,0000    | 0000,630   |            | bei Burg, Egg                                   | 840,400000        |                                                         |
| Namenloser Bach    | SZ240178 | rechts | 000,9000    | 0000,500   |            | nach der Teufelsbrücke am Etzel, Egg            | 823,800000        |                                                         |
| Namenloser Bach    | SZ240180 | links0 | 000,9000    | 0000,520   |            | bei Siileren, Egg                               | 821,700000        |                                                         |
| Alp                | CH000583 | links0 | 020,1000    | 0083,380   | 0002,730   | bei Dreiwässern, Schindellegi                   | 782,800000        | Grösster Nebenfluss der Sihl                            |
| Namenloser Bach    | SZ240188 | rechts | 001,2000    | 0000,960   |            | bei Unter-Geissboden, Schindellegi              | 777,100000        |                                                         |
| Namenloser Bach    | SZ240214 | links0 | 000,8000    | 0000,970   |            | bei Alti Fabrik, Schindellegi                   | 757,200000        |                                                         |
| Namenloser Bach    | SZ240192 | links0 | 001,7000    | 0001,190   |            | bei Sihl-Höfe, Schindellegi                     | 737,700000        |                                                         |
| Hüttener Sagenbach | CH002881 | links0 | 002,0000    | 0001,170   |            | bei Sihlau, Hütten                              | 691,500000        | Alternativname: Örischwandbach                          |
| Brandbach          | ZH101462 | links0 | 001,6000    | 0000,660   |            | bei Sagi, Hütten                                | 687,900000        |                                                         |
| Gripbach           | CH012370 | links0 | 001,5000    | 0000,910   |            | bei Schönau, Hütten                             | 676,900000        | Grenzfluss zwischen den Kantonen Zug und Zürich         |
| Nettenbach         | CH002880 | links0 | 003,6000    | 0002,170   |            | bei Boden, Finstersee                           | 655,000000        | Alternativname: Nättenbach                              |
| Mülibach           | CH000752 | links0 | 002,9000    | 0002,360   |            | bei Bostadel, Menzingen                         | 634,300000        |                                                         |
| Teufenbach         | CH002879 | rechts | 002,0000    | 0001,800   |            | bei Haslaub, Schönenberg                        | 613,400000        | Entwässert den Teufenbachweiher                         |
| Sagenbach          | ZH101473 | rechts | 003,0000    | 0001,960   |            | bei Rain, Schönenberg                           | 603,300000        |                                                         |
| Chrebsbach         | CH012368 | rechts | 003,7000    | 0005,720   |            | bei Fabrikrain, Hirzel                          | 569,200000        | Alternativname: Mülibach                                |
| Schwellibach       | CH330185 | links0 | 002,0000    | 0001,340   |            | bei Unterschwelli, Menzingen                    | 565,600000        |                                                         |
| Sarbach            | CH002877 | links0 | 006,6000    | 0008,340   |            | bei Tal, Neuheim                                | 542,900000        |                                                         |
| Talbach            | CH002874 | links0 | 002,0000    | 0000,940   |            | bei Sihlbrugg                                   | 528,700000        |                                                         |
| Tobelmülibach      | ZH101499 | rechts | 001,2000    | 0000,890   |            | bei Tobelmüli, Hirzel                           | 521,400000        |                                                         |
| Wüeribach          | CH002873 | rechts | 004,2000    | 0002,580   |            | bei Mürg                                        | 503,200000        |                                                         |
| Eichbach           | ZH101540 | links0 | 001,4000    | 0001,190   |            | bei Rossloch, Horgen                            | 486,900000        | Alternativname: Hinterer Eichbach                       |
| Schlegeltobelbach  | CH002876 | rechts | 002,5000    | 0001,210   |            | bei Sihlwald                                    | 481,300000        |                                                         |
| Bachtobelbach      | ZH101547 | links0 | 001,4000    |            |            | bei Sihlwald                                    | 481,000000        |                                                         |
| Rossspaltibach     | ZH101458 | links0 | 001,7000    |            |            | bei Sihlwald                                    | 478,500000        |                                                         |
| Tomenrainbach      | ZH101551 | links0 | 002,1000    | 0000,950   |            | bei Tomenrain, Langnau am Albis                 | 474,200000        |                                                         |
| Tobelbach          | CH002871 | links0 | 002,3000    | 0001,530   |            | bei Geissau, Langnau am Albis                   | 468,200000        |                                                         |
| Chrebsbach         | CH002875 | rechts | 005,2000    | 0001,530   |            | bei Gattikon                                    | 462,800000        | Entwässert den Waldweiher                               |
| Dorfbach           | CH013326 | links0 | 003,4000    | 0002,720   |            | beim Bahnhof Langnau Gattikon, Langnau am Albis | 460,900000        |                                                         |
| Waldibach          | CH002870 | links0 | 002,6000    | 0001,710   |            | bei Wildpark-Höfli, Langnau am Albis            | 452,700000        | Alternativname: Gontenbach                              |
| Rütlibach          | ZH101571 | links0 | 001,8000    | 0001,170   |            | bei Sihlau, Adliswil                            | 450,500000        |                                                         |
| Langenbach         | ZH101577 | links0 | 001,2000    |            |            | bei Wanneten, Adliswil                          | 450,400000        |                                                         |
| Rellstenbach       | ZH101580 | links0 | 001,2000    |            |            | nach der Bahnhofbrücke, Adliswil                | 445,300000        |                                                         |
| Grütbach           | ZH101581 | rechts | 000,5000    |            |            | bei Grüt, Adliswil                              | 437,300000        |                                                         |
| Schwarzbach        | ZH101585 | links0 | 001,9000    | 0001,730   |            | bei ARA Sihltal, Zürich-Leimbach                | 435,600000        |                                                         |
| Risbach            | ZH101811 | links0 | 001,4000    |            |            | bei ARA Sihltal, Zürich-Leimbach                | 435,500000        |                                                         |
| Hüslibach          | ZH101809 | links0 | 001,5000    | 0000,730   |            | bei Im Hüsli, Zürich-Leimbach                   | 432,900000        |                                                         |
| Rütschlibach       | ZH101807 | links0 | 001,2000    |            |            | in Zürich-Leimbach                              | 430,400000        |                                                         |
| Höcklerbach        | ZH101812 | links0 | 001,4000    |            |            | bei Gänziloo, Zürich-Friesenberg                | 423,500000        |                                                         |
| Sarbentalbach      | ZH101814 | links0 | 001,5000    |            |            | vor der Gänziloobrücke, Zürich-Friesenberg      | 422,800000        |                                                         |
| Albisgüetlibach    | ZH101808 | links0 | 001,8000    | 0000,610   |            | nach der Gänziloobrücke, Zürich-Friesenberg     | 422,200000        |                                                         |
| Döltschibach       | ZH101816 | links0 | 003,0000    |            |            | bei Zürich-Wiedikon                             | 413,200000        | Alternativname: Kolbenhofbach                           |
| Schanzengraben     | CH005492 | rechts | 001,7000    |            |            | bei Gessnerallee, Zürich-Altstadt               | 404,300000        | Abfluss aus dem Zürichsee                               |
| Sihl               |          |        | 069,0000    | 0344,260   | 0006,800   | beim Platzspitz in Zürich                       | 402,000000        | Mündet in die Limmat                                    |

Anmerkungen zur Tabelle
1. ↑  Von der Quelle zur Mündung. Daten von Swisstopo (map.geo.admin.ch) und Geoportal Kanton Zürich (geoportal.ch/ktzh)
2. ↑  Die Daten der Sihl zum Vergleich

## Hochwassergefahr

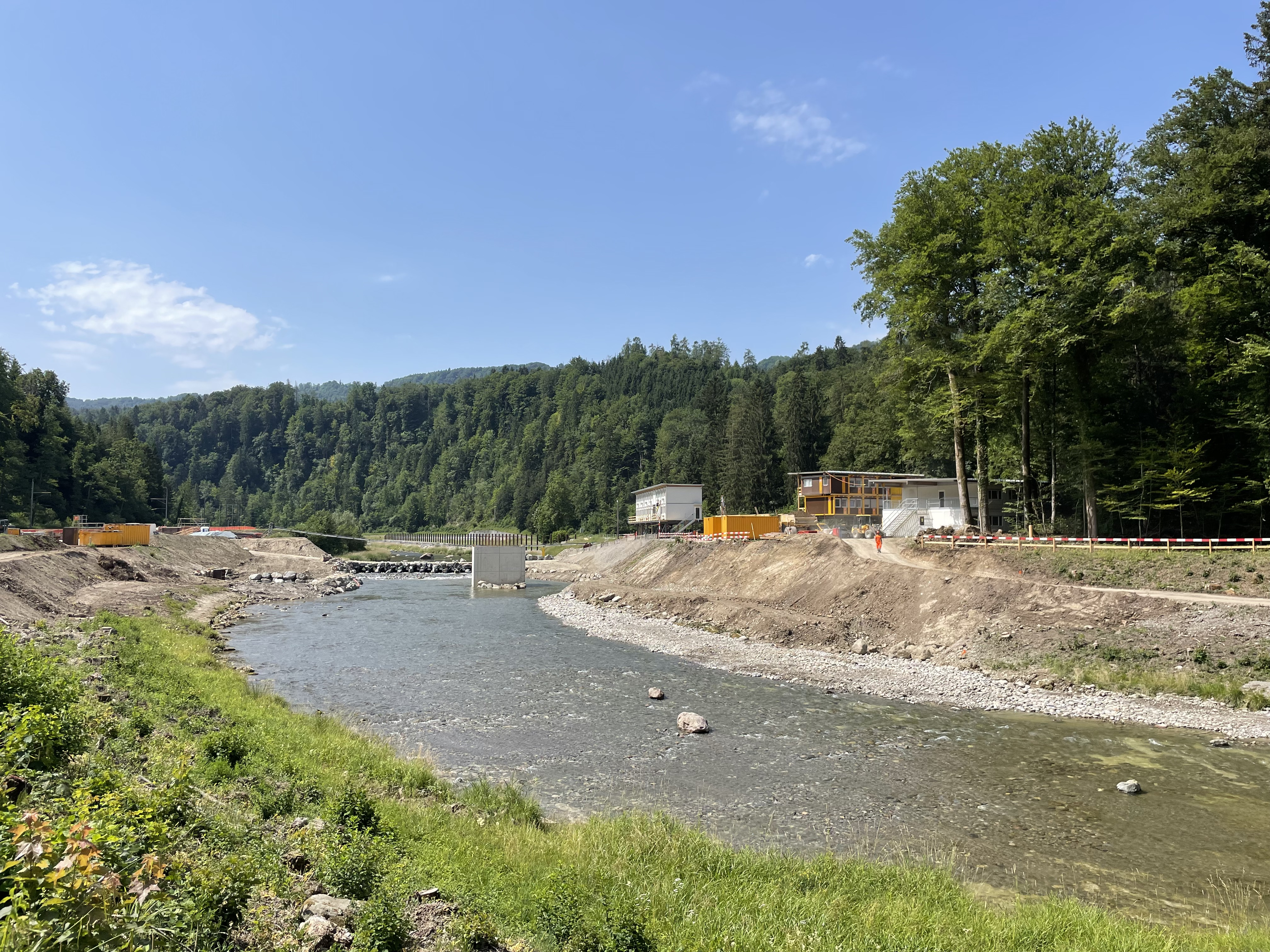
Baustelle für den Entlastungsstollen im Juni 2022. Im Hintergrund der Schwemmholzrechen

Zum letzten grossen Hochwasser in der Stadt Zürich wegen der Sihl kam es 1910. Noch immer geht für die Stadt eine grosse Gefahr aus: Starke Unwetter in den Schwyzer Voralpen könnten zu Überschwemmungen in Zürich führen. Bei einem Bruch der Sihlsee-Talsperre würden Teile der Stadt Zürich mehrere Meter hoch überschwemmt werden. Die Flutwelle würde die obere Stadtgrenze in Leimbach nach eineinhalb Stunden, das Stadtzentrum nach knapp zwei und die untere Stadtgrenze bei Altstetten nach knapp drei Stunden erreichen. Ein Hochwasser hätte in der Stadt Zürich, aber auch im Limmattal und im Sihltal ein riesiges Schadenspotenzial. Von daher haben die Behörden nach dem Alpenhochwasser 2005 aufwändige Hochwasserschutzmassnahmen ergriffen.
Es standen mehrere Varianten zur Diskussion, mit denen in Notfällen eine Entlastung erreicht werden könnte: Eine Vergrösserung des Druckstollens des Etzelstauwerks, womit – nebst der Stromproduktion – der Sihlsee zu einem grossen Rückhaltebecken würde, sowie ein Entlastungsstollen zwischen Langnau am Albis und Thalwil in den Zürichsee.
Im April 2022 starteten die Bauarbeiten zum Entlastungsstollen. 
Er ist rund zwei Kilometer lang, füllt sich nur bei Hochwasser und wird nach seiner Eröffnung rund 300 Kubikmeter Wasser pro Sekunde in den Zürichsee ableiten. Am 26. November 2024 erfolgte der Durchstich des 175-Millionen-Projekts. Im Sommer 2026 will die Bauherrschaft das Werk betriebsbereit haben.
2017 wurde beim Rütiboden oberhalb von Langnau am Albis bei einer scharfen Flussbiegung ein grosser Schwemmholzrechen erstellt. Der 350 Meter lange Rechen ist im unteren Teil mit 68 bis 4,5 Meter hohen, massiven Stahlpfosten gesichert. Er fasst 12'000 Tonnen Schwemmholz, rund 1200 Lastwagenladungen. Das Schwemmholz wird zur Kurvenaussenseite transportiert und landet bei Hochwasser im seitlich des Flusses angelegten Rückhalteraum. Mit dem Rechen soll verhindert werden, dass mitgerissenes Holz, darunter ganze Baumstämme, sich an einer Brücke verkeilen, eine Sperre bilden und so eine Überschwemmung verursachen.
Als weitere Massnahme kann vor Unwettern der Pegel des Sihlsees vorab abgesenkt werden.
Ein allfälliges extremes Hochwasser der Sihl droht auch, den Hauptbahnhof Zürich – speziell die unterirdischen Durchgangsbahnhöfe – unter Wasser zu setzen. Die SBB planen, das Eindringen des Wassers zu verhindern mit Schlauchdämmen bei der Europaallee, die mit Wasser gefüllt sind.

## Industrielle Nutzung
Früher wurde die Sihl genutzt, um Holz vom Sihlwald in die Stadt zu flössen. Später entstanden entlang des Flusses zahlreiche Fabriken, die die Wasserkraft des Flusses als Energielieferant nutzten. Im 20. Jahrhundert wurden auch mehrere Wasserkraftwerke erbaut.

## Brücken

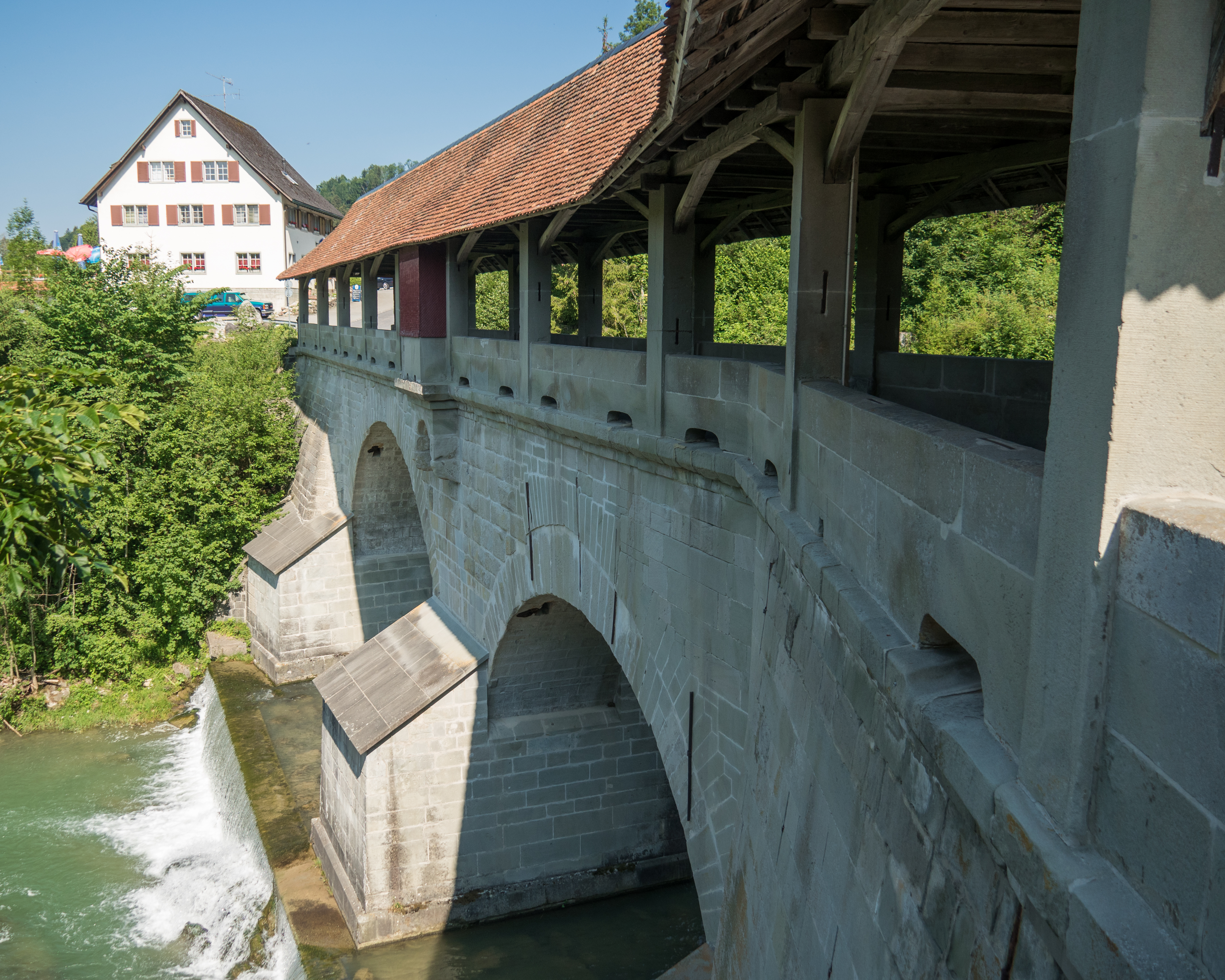
Teufelsbrücke am Etzel über die Sihl, Egg SZ

Auf ihrem Weg wird die Sihl von rund 80 Brücken überspannt.
Neun denkmalgeschützte Brücken überqueren den Fluss, erwähnenswert sind die Teufelsbrücke am Etzel (Steinbogenbrücke mit hölzernem Überbau von 1699), die Babenwaagbrücke (gedeckte Holzbrücke von 1849), die Sparrenaubrücke (Stahlbetonbrücke von 1902), die Höcklerbrücke (Eisenstabbogenbrücke von 1866) sowie die Stauffacherbrücke (Betonbogenbrücke von 1899).
Der Steinbach-Viadukt (gebaut 2011–2014) und der Willerzeller-Viadukt (eröffnet 1937) überqueren den Sihlsee.
Neun Eisenbahnbrücken überspannen die Sihl, wobei die Sihltalbahn den Fluss fünfmal überquert.
Die nicht fertiggestellte über die Sihl verlaufende Sihlhochstrasse-Brücke (eröffnet 1974) führt etwa 1,5 km von Zürich-Brunau bis Zürich-Sihlhölzli.
Die SBB-Geleisebrücke (gebaut 1929/30) des Zürich Hauptbahnhofs überspannt die Sihl kurz vor ihrem Zusammenfluss mit der Limmat.

## Bilder

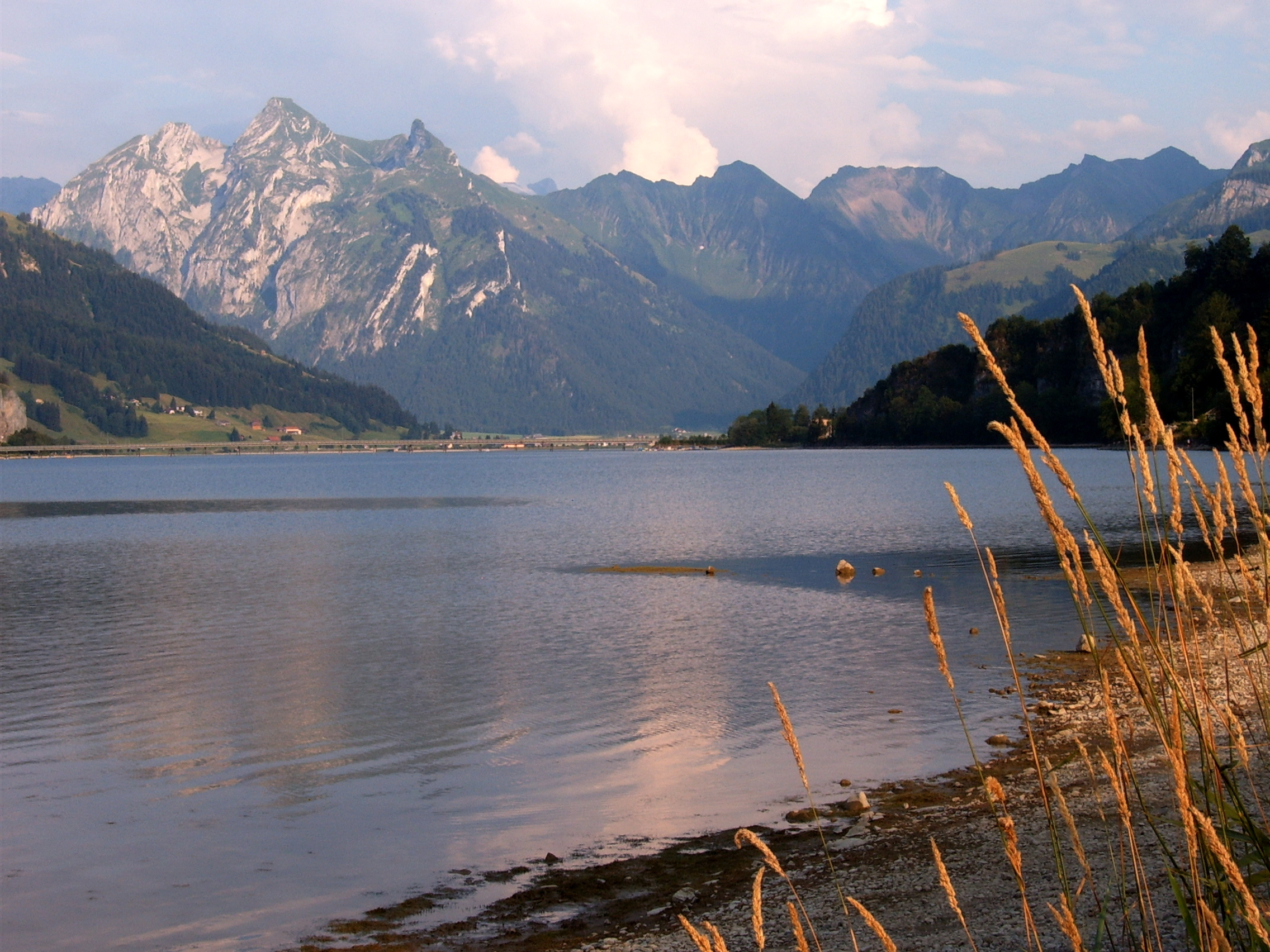
Sihlsee
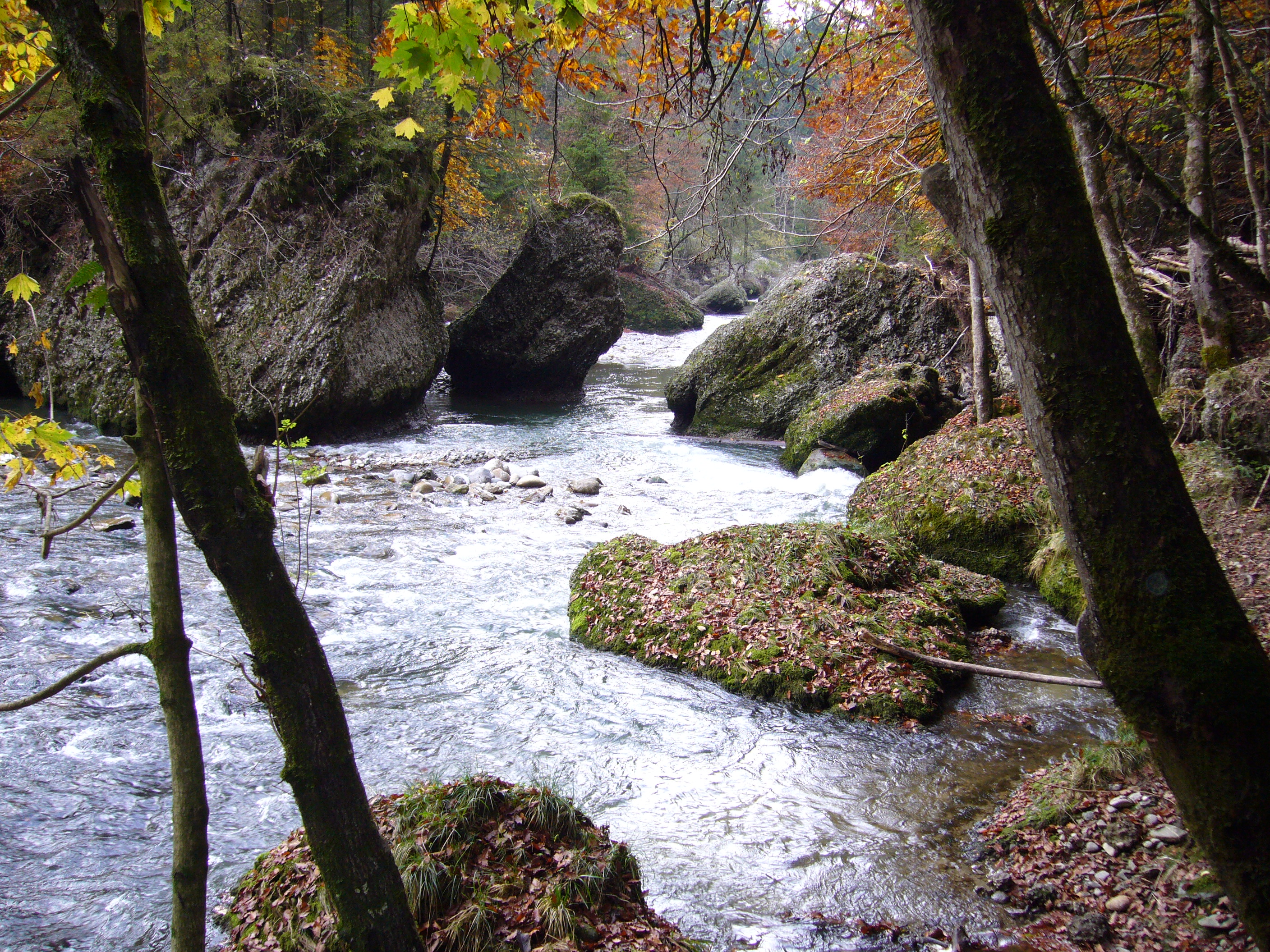
Sihl unterhalb des Sihlsprungs
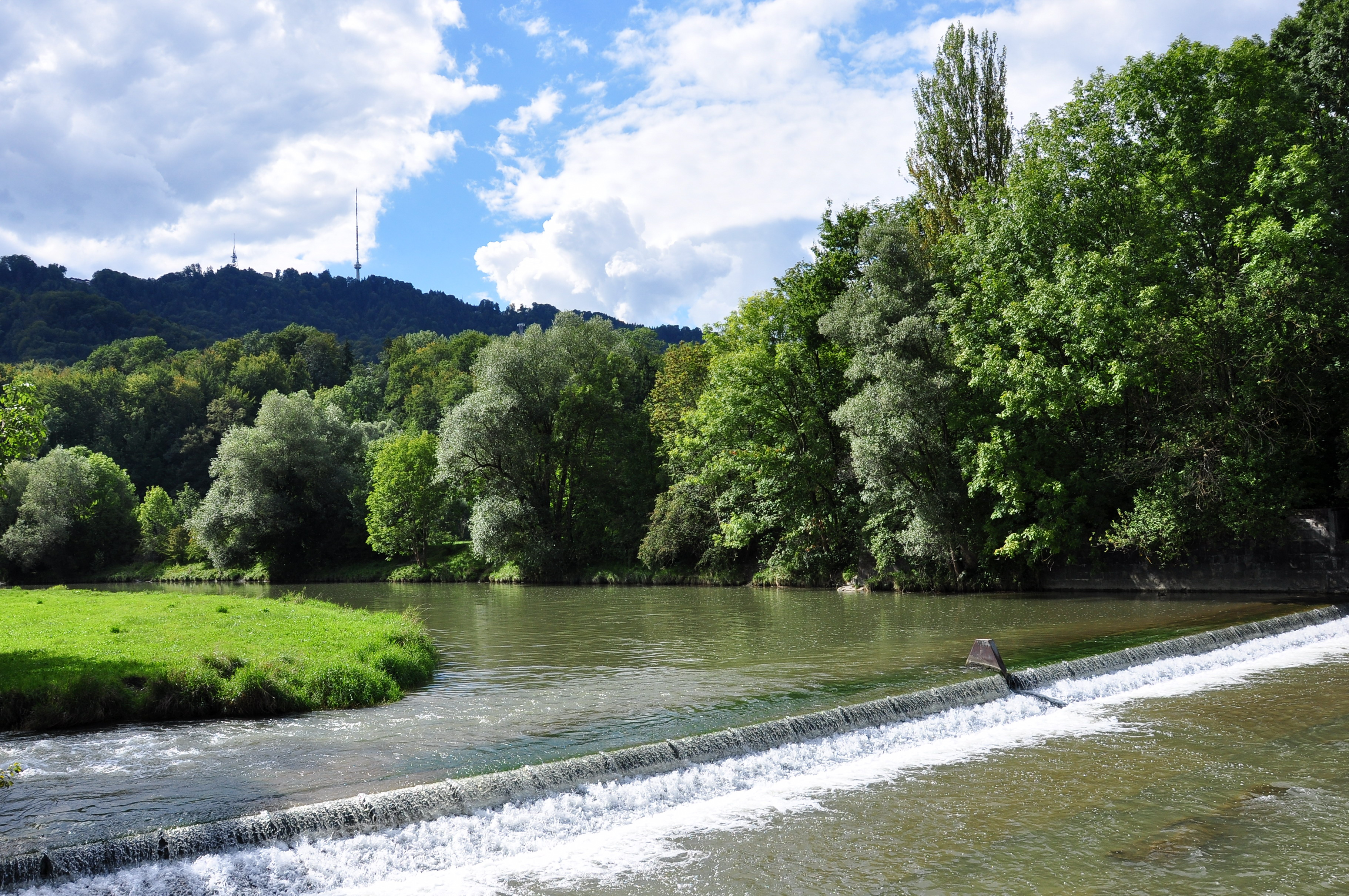
In Zürich-Brunau
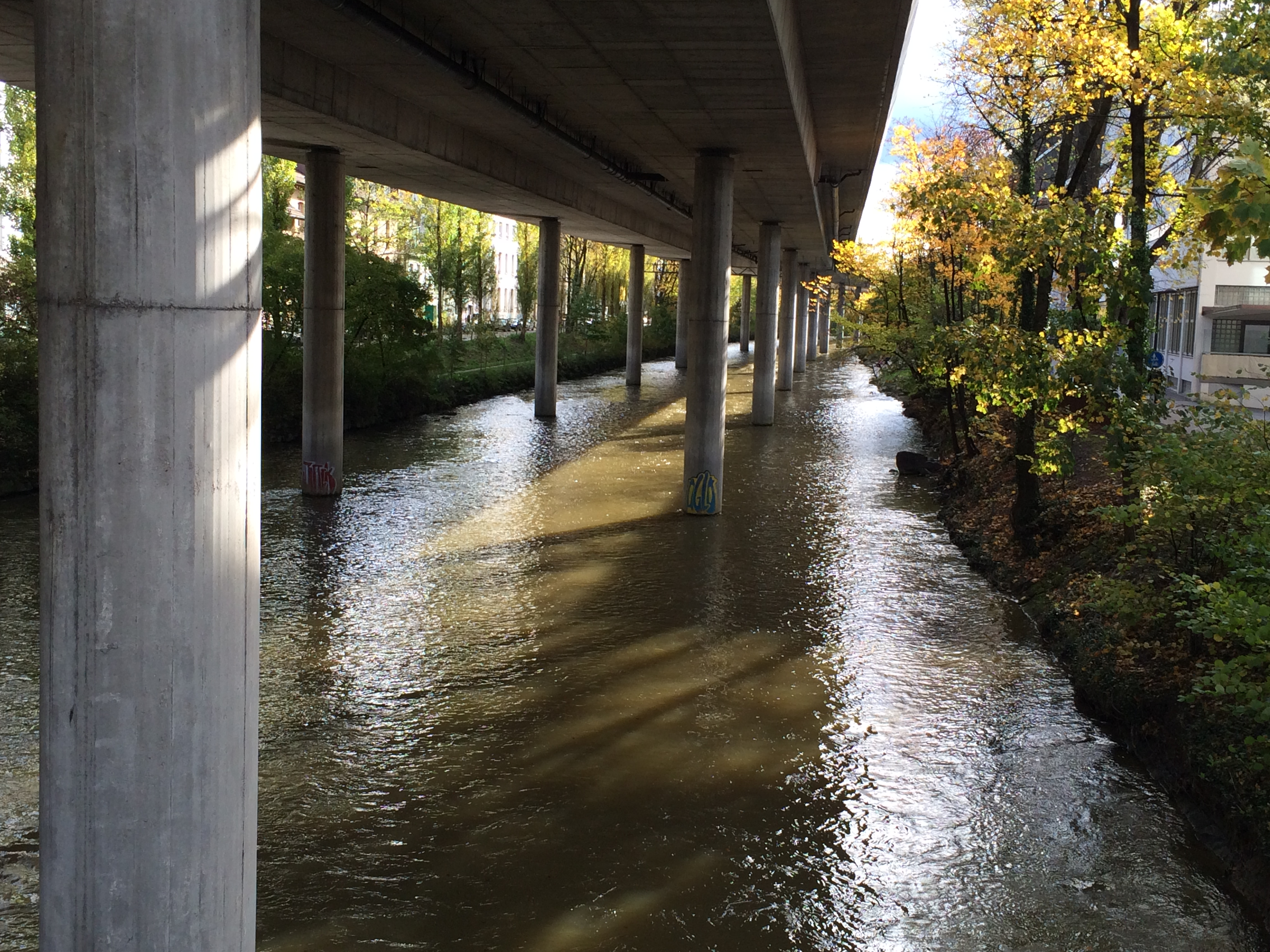
Sihl und Sihlhochstrasse in Zürich-Brunau
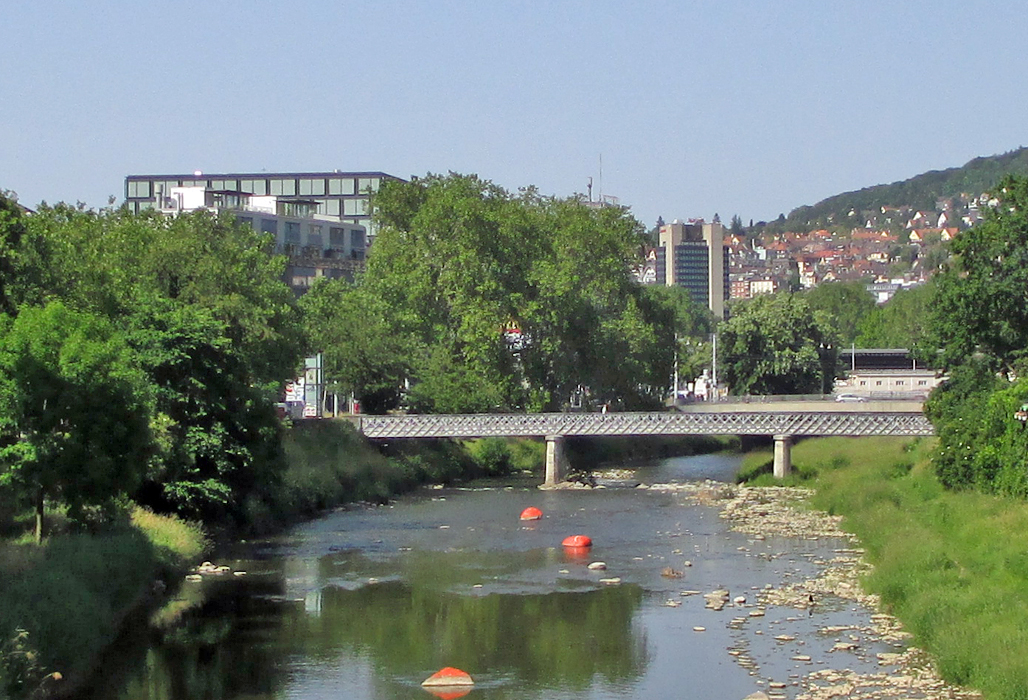
Die Sihl in Zürich kurz vor ihrem Zusammenfluss mit der Limmat
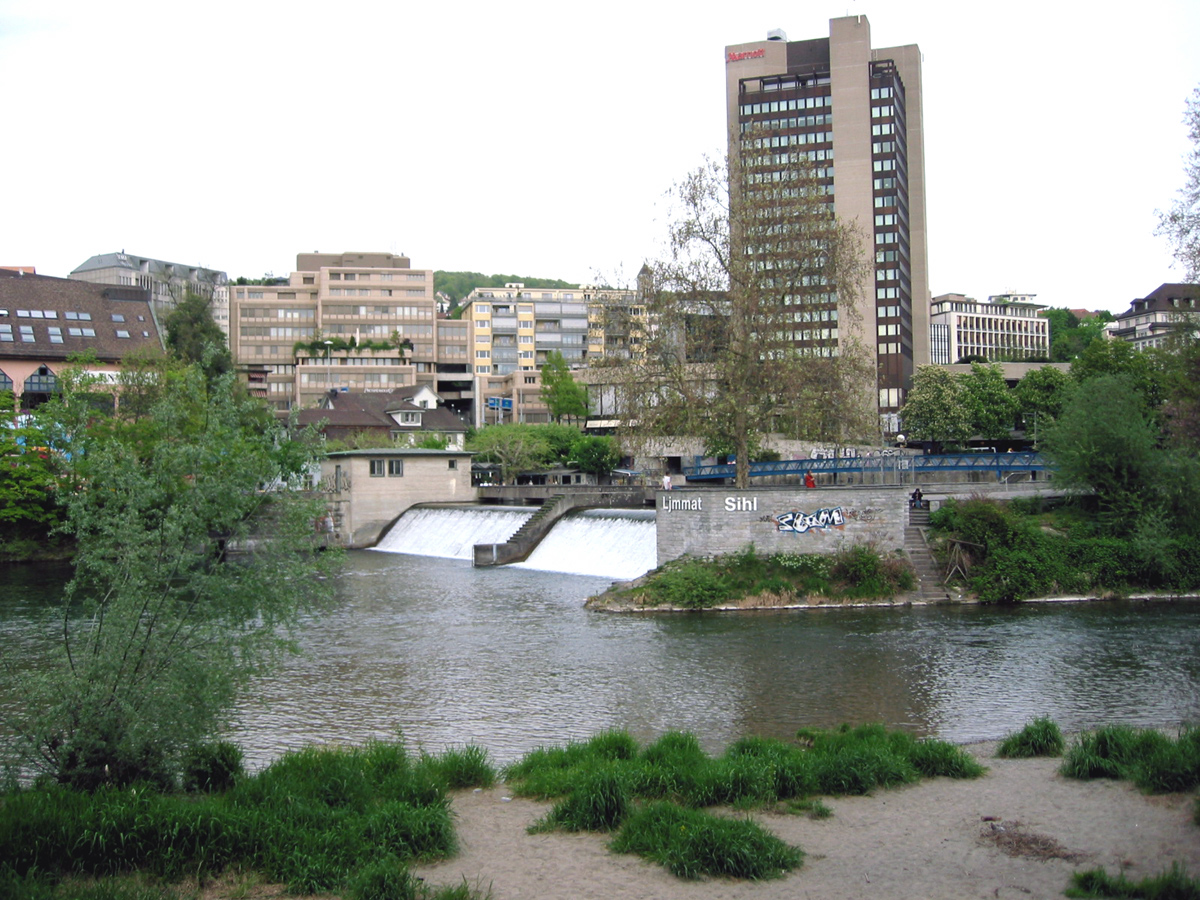
Zusammenfluss mit der Limmat (hinten) in Zürich